# Rasa de Caelles
La Rasa de Caelles és un torrent afluent per l'esquerra de la Rasa de Coll-de-frares que realitza tot el seu recorregut pel terme municipal de Pinell de Solsonès.
Neix al Serrat Fosc. De direcció predominant cap a les 7 del rellotge, abans de desguassar al seu col·lector s'escola entre la masia de Caelles (a ponent) i el Serrat de Sant Romà (a llevant).

## Xarxa hidrogràfica
La seva xarxa hidrogràfica, que també transcorre íntegrament pel terme municipal de Pinell de Solsonès, està constituïda per quatre cursos fluvials la longitud total dels quals suma 2.194 m.